# 哈密瓜
哈密瓜是新疆本土诸多甜瓜品种的统称，果型通常呈現橄欖型、子彈型，果皮具網紋或不具網紋者均有，又名新疆瓜、雪瓜、貢瓜，以哈密所產最為著名，故稱為哈密瓜。清《新疆回部志》云：“自康熙初，哈密投诚，此瓜始入贡，谓之哈密瓜。”

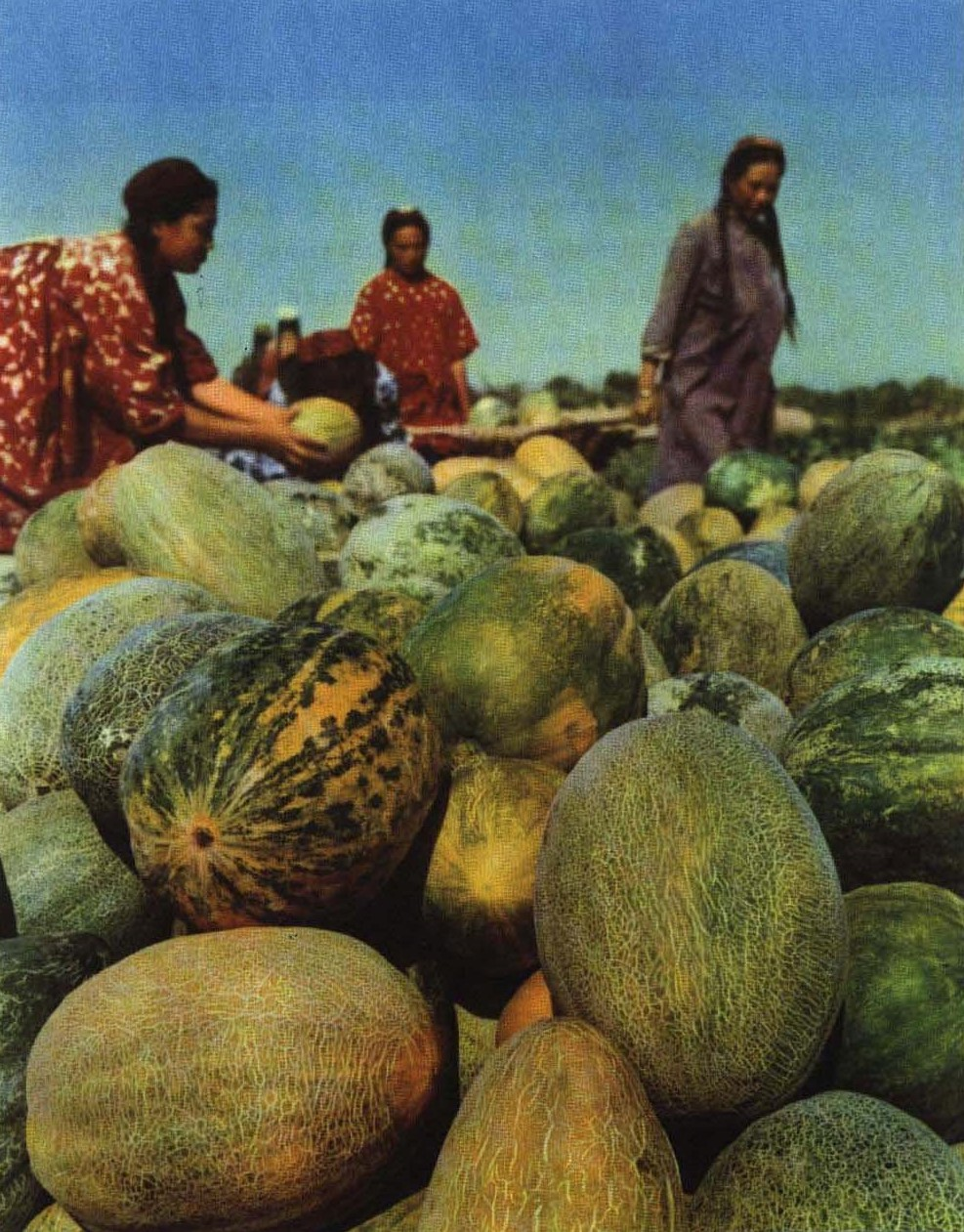
新疆哈密瓜

哈密瓜性喜充足的阳光和较大的昼夜温差，白天可以充分发挥光合作用，而夜晚的呼吸消耗较小，因此糖分含量高，味极香甜。果皮表面有网纹，果肉有绿色、白色、橙色等多品种，主要产于降雨量大，昼夜温差大的新疆哈密、吐鲁番、鄯善等地。目前由于交通方便，可以远销各地，所以产量不断地增加。
哈密瓜因為味道甜美，又屬於蜜瓜的一種，常被誤寫為「哈蜜瓜」。另外，雖然傳統上哈密瓜指的是產於新疆的橄欖型、子彈型甜瓜；然在其他哈密瓜產量不豐的地區，亦常會以「哈密瓜」一詞本身或其誤寫產生之「哈蜜瓜」一詞作為網紋洋香瓜之俗稱，然「網紋洋香瓜」與「哈密瓜」實際上確實為兩種不同之瓜果。

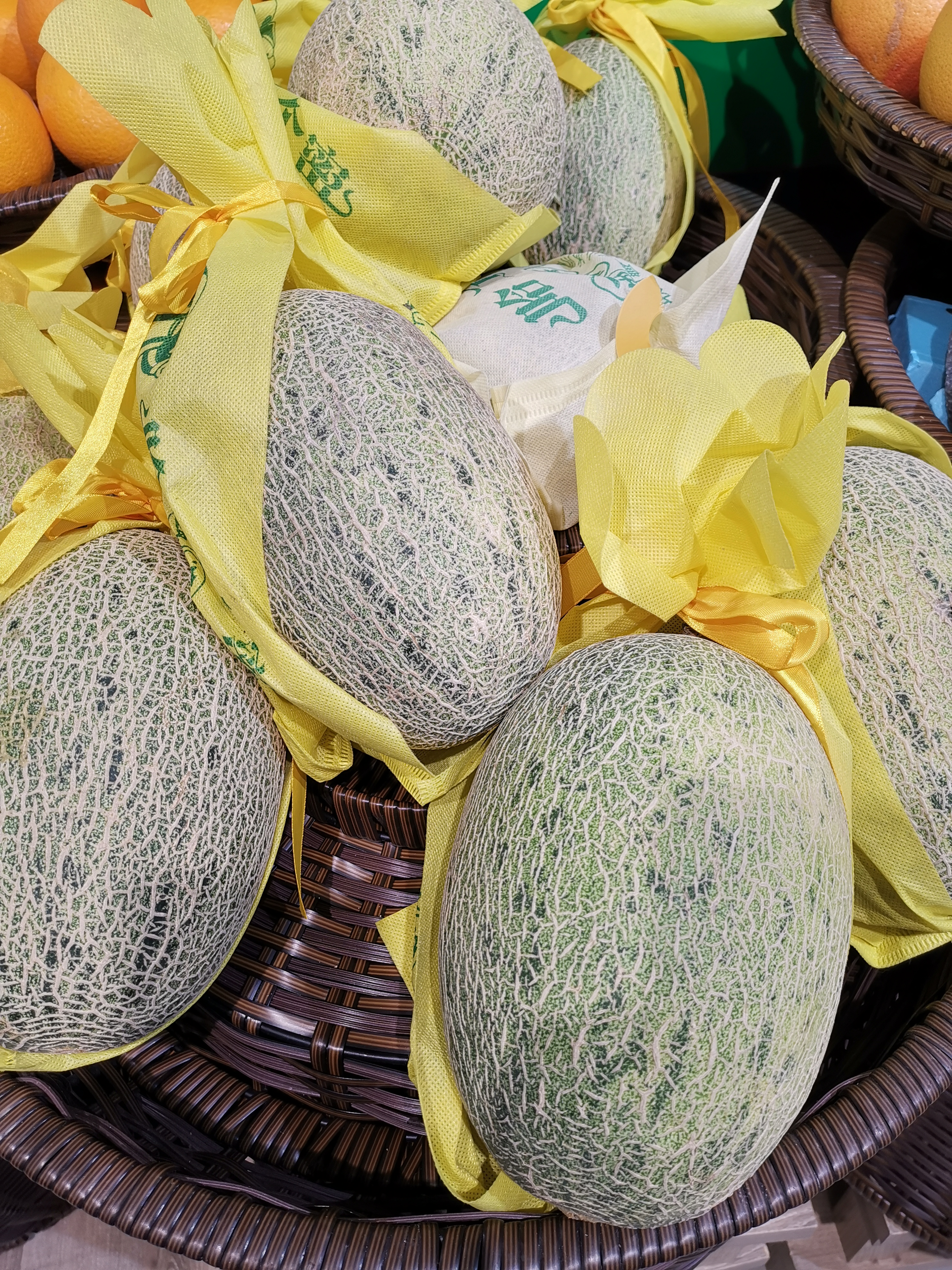
西州哈密瓜（夏甜瓜）
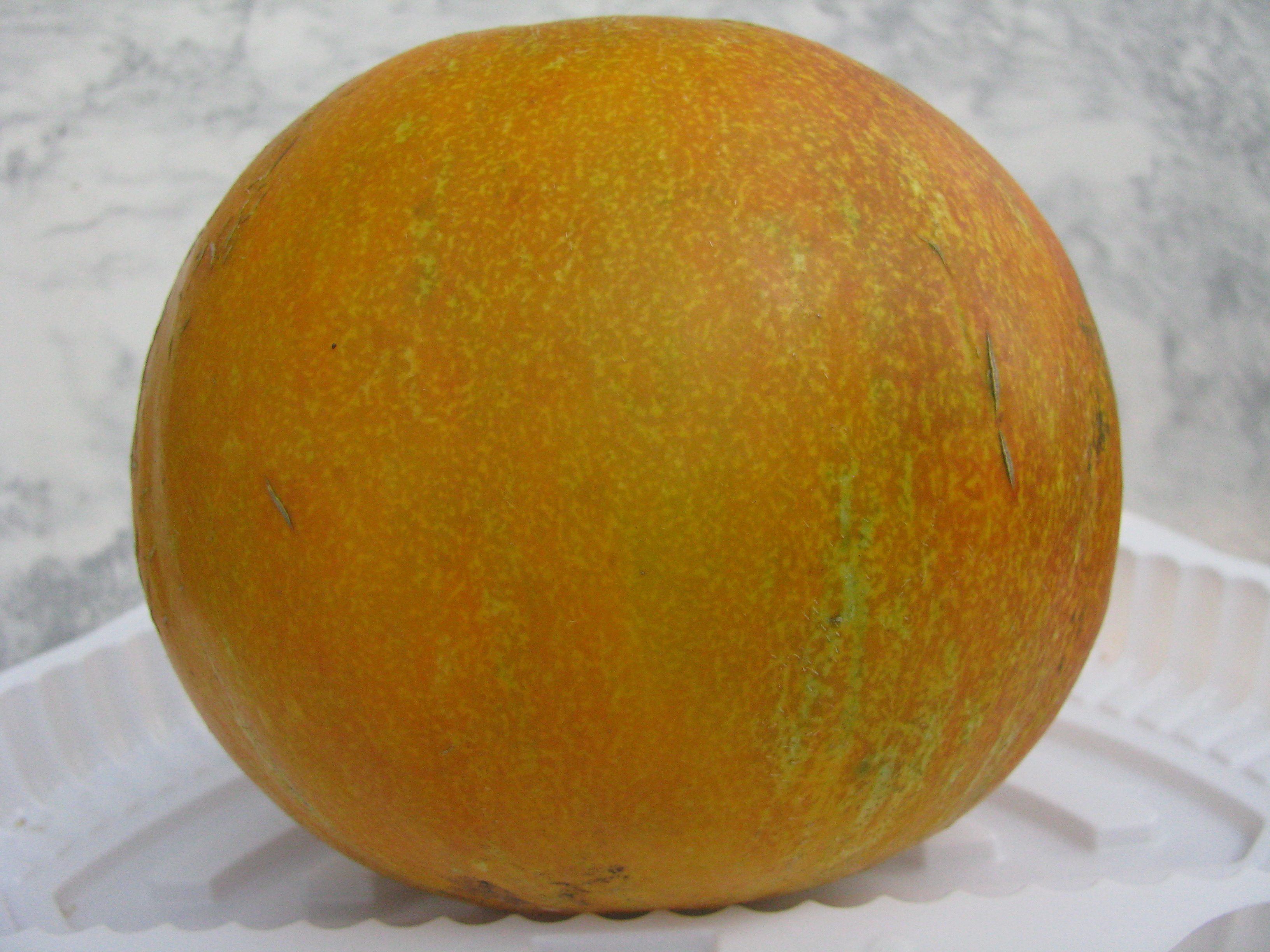
黄蛋子（瓜蛋甜瓜）